# 金墩乡
金墩乡，是中华人民共和国云南省大理白族自治州鹤庆县下辖的一个乡镇级行政单位。

## 行政区划
金墩乡下辖以下地区：
孝廉村、和邑村、赵屯村、积德村、康福村、金锁村、建邑村、北溪村、金墩村、银河村、邑头村、化龙村、河底村、西甸村、新庄村、古乐村和磨光村。

## 中国传统村落
2013年8月，和邑村被评为第二批中国传统村落。